# Krigsåret 1713

## Pågående krig
- Indiankrigen
  - Drottning Annas krig (1702 - 1713) Även del av Spanska tronföljdskriget.

- Spanska tronföljdskriget (1701- 1714)[1]
  - Frankrike, Bayern, Köln och Mantua på ena sidan
  - Österrike, England, Hannover, Nederländerna, Preussen, Tysk-romerska riket och Savojen på andra sidan

- Stora nordiska kriget (1700 - 1721)[1]
  - Ryssland, Danmark, Polen-Litauen och Sachsen på ena sidan
  - Sverige och Holstein-Gottorp på andra sidan.

## Händelser

### Februari
- 1 - Osmanska riket tillfångatar Karl XII vid kalabaliken i Bender.

### Oktober
- 6 - Ryssland besegrar Armfeldt i slaget vid Pälkäne.

### Fotnoter
1. 1 2  ”World Statesmen”. http://www.worldstatesmen.org/WARS.html. Läst 28 juni 2011.